# Tsumaki Banzan
Tsumaki Banzan (japanisch 爪木 晩山; 1662 – 26. September 1730) war ein Haiku-Dichter (俳句) und Herausgeber von Anthologien japanischer Gedichte während der Mitte der Edo-Zeit (1603 bis 1868). Er wurde in Kyōto geboren. Sein Vorname war Eika (永可), er war aber auch unter den Namen Kakado (唫花堂) und Nidosai (ニ童斎) bekannt.

## Leben
Die Beschreibung von Leben und Werk von Banzan hat der japanische Haiku-Forscher Kira Sueo (雲英末雄, きら すえお) publiziert. Banzan wurde im Jahr 1662 geboren. Er studierte Haikai unter Miyagawa Shoken (1630–1726) aus der Teimon-Schule. Haikai (俳諧), Renku (連句) und Renga (連歌) sind Abkürzungen für Haikai no renga (俳諧の連歌), eine Form verbundener Kurzgedichte, die früher in Kreisen der jap. Aristokratie als Scherzgedichte populär waren, aber durch das Wirken von Matsuo Bashō (松尾 芭蕉, 1644–1694) als ernsthafte Kunstform etabliert wurden.
Banzans öffentliche Aktivitäten begannen mit dem ersten Jahr der Genroku-Zeit (1688). In diesen Jahren lebte er in Nishiki-koji-agaru, Miyukicho-dori. Um das Jahr 1699 reiste er nach Nanao in der Provinz Noto und traf sich dort mit lokalen Haiku-Dichtern. Später schrieb er Vorworte zu Notogama, herausgegeben von Ryoufuken Kikuchi Sokei, Keyakitan von Hosoryuken Ono Chokyu, Suzu no Umi von Yorikido Katsuki Kinbun und Sokai Ise-San von Taiedo Jusui. Im Jahr 1704 erwarb er Kato Bansais altes Haus in Futsumikoji-shita-ru, Tominokoji-dori und zog dorthin um. Im Jahr 1708 reiste er nach Amanohashidate und veröffentlichte seinen Hashidate-Führer.
Banzan starb am 15. August 1730. Er hinterließ ein inzwischen auch in westlichen Zenkreisen berühmtes Todesgedicht (辞世の句, jisei no ku):
| Japanisch                         | Transkription                               | Übersetzung                                                  |
| --------------------------------- | ------------------------------------------- | ------------------------------------------------------------ |
| まめで 居よ 身はならはしの 草の露 | Mame de iyo mi a narawashi no kusa no tsuyu | Lebt wohl! Ich vergehe, so wie alle Dinge. Tau auf dem Gras. |

In Übereinstimmung mit seinem Testament wurde sein Grab neben dem Grab von Kaneyoshi Yoshida im Sougaoka Chosenji Tempel errichtet, aber sein Verbleib war im Jahr 1922 unbekannt.

## Werke
- Die alte Straße der Tausend Jahre – Einhundert Reime von einem der Mönche. Veröffentlicht am 5. Juni (1690). Nicht mehr erhalten.
- Hashidate Führer. Der erste Band ist ein Reisebericht über die Gegend Amanohashidate (天橋立, Himmelsbrücke), eine der sog. drei schönsten Landschaften Japans im Norden der Präfektur Kyōto. In diesem Führer werden die Tempel Seijoin und Chion-ji besucht, und ebenso die Gräber von Izumishikibu und Saito Tokumoto. Der Band enthält zahlreiche Gedichte aus der ferneren Vergangenheit und die damals modernen Gedichte von Haiku-Dichtern aus der Gegend von Miyazu. Der Folgeband ist eine Sammlung verbundener Gedichte im Renga-Stil zum Thema Reisen. Veröffentlicht wurden beide Bände zusammen im Jahr 1708.
- Zusätzlicher Hashidate-Führer. Dies ist eine Fortsetzung des Hashidate-Führers, hat aber nichts mehr mit Amanohashidate zu tun und enthält eine zufällige Sammlung von Haiku aus alter und neuer Zeit. Veröffentlicht im März 1713.
- Haikai Suinasegawa Daidenju. Dies ist ein geheimes Manual, das von einem Meister des Haikai an seinen fortgeschrittensten Schüler übergeben wurde. Banzan übergab dieses Manual am 25. Dezember 1714 an Ikumaro Ushima (射馬郁麿).
- Haikai Hyakunin Isshu, 100 Haiku-Gedichte. Veröffentlicht 1712. Das Manuskript befindet sich heute in der Stadt Tomirai in Yawata, Shiga-chō, Kreis Hakui, Präfektur Ishikawa, wo es am 12. Januar 1966 zum Kulturgut der Stadt Tomirai erklärt wurde.

Das Kokusai Nihon Bunka Kenkyū Center, das Internationale Forschungszentrum für Japanstudien, enthält umfangreiche elektronische Datenbanken zu historischen Renga-, Waka- und Haikai-Gedichten und -Veröffentlichungen.